# スエリング
スエリングとは、原子炉の燃料心材（燃料ペレット）から発生した、キセノンやクリプトンなどの気体性放射性物質のガス圧、および中性子照射により、燃料ペレット自身や燃料被覆管などの構造材が膨張や変形を起こす現象である。
燃料ペレットは冷却材と隔離する必要がある為、燃料被覆管で覆われているが、同時に放射能が外部に漏洩することを防ぐ役割もある。しかし、スエリングによる内側からのガス圧が高い為、被覆管にはこれに耐えうる強度が必要になる。スエリングを防止する為、燃料ペレットには、鉄、モリブデン等の金属が加えられ、発生した気泡を細かく分散するだけでなく、気体性放射性物質の発生そのものを抑制することができる。